# Southeast Williams, Bắc Dakota
Southeast Williams là một lãnh thổ chưa tổ chức thuộc quận Williams, tiểu bang Bắc Dakota, Hoa Kỳ. Năm 2010, dân số của nơi này là 78 người.